# Germán de Auxerre
Germán de Auxerre (c. 378-31 de julio 448) fue obispo de Auxerre, en Galia. Es venerado como santo en la Iglesia católica y en la Iglesia ortodoxa. Visitó la Britania posromana en el 429 en respuesta a la amenaza de la herejía del pelagianismo y el registro de su viaje es una de las principales fuentes de esa época.
La principal fuente acerca de su vida es la hagiografía escrita por Constancio de Lyon alrededor del 480, quien lo había acompañado en la jornada y la obra de Erico de Auxerre.

## Biografía
Tras haber ejercido el derecho y desempeñado un puesto de gobernador, Germán fue ordenado obispo de Auxerre por su predecesor, San Amador.
Alrededor del 429, un obispo británico, de nombre Agrícola, abrazó la herejía del pelagianismo y una asamblea de obispos galos resolvió enviar a Germán para combatirlo.
Una vez en Inglaterra, debatió públicamente con su oponente, efectuó curaciones milagrosas y guio exitosamente a los nativos en un enfrentamiento con los pictos y con tropas de los sajones en el norte de Gales. En el 440 visitó nuevamente la isla y curó al hijo de un líder local de nombre Elafius.
Murió en Rávena, mientras solicitaba al gobierno romano clemencia para los ciudadanos de Armórica. Se considera que la fecha de su muerte tuvo lugar entre el año 445 y el 448.
Su tumba se encuentra en la abadía de San Germán de Auxerre, Borgoña.

## Representaciones
Germán está representado como obispo, con mitra y cruz (estatua del entrepaño del pórtico de la Iglesia de Saint-Germain-l´Auxerrois de París, siglo XII, colocada en una capilla). A menudo aparece con su homónimo san Germán de Paris, así como con santa Genoveva y con san Lupo de Troyes.
El ciclo de san Germán fue detallado en el siglo XIV (tímpano de la puerta del claustro de la Abadía de San Germán en Auxerre). Germán persigue a caballo una cierva, suspende sus trofeos de caza de las ramas de un árbol, consagra a Genoveva a Dios. En el pórtico norte de la catedral de Auxerre (siglo XV), el tímpano presenta entre otras la serie del viaje del cuerpo de Germán llevado desde Rávena a Auxerre en un carro de bueyes, que sigue un obispo a caballo. En el siglo XIX,
Puvis de Chavannes representa a san Germán bendiciendo a la joven Genoveva, durante su paso por Nanterre con san Lupo.